# خافيير إليزوندو
خافيير إليزوندو (بالإسبانية: Javier Elizondo)‏ (31 أكتوبر 1982 في الأرجنتين - ) هو لاعب كرة قدم أرجنتيني في مركز الهجوم. لعب مع أوداكس إيتاليانو وهواتشيباتو وديبورتيس أنتوفاغاستا وHuracán de Tres Arroyos ‏ وClub y Biblioteca Ramón Santamarina ‏ ونادي كيريتارو ولاسيرينا ونادي كوبريلوا.

## وصلات خارجية
- خافيير إليزوندو على موقع قاعدة بيانات كرة القدم.إي يو (الإنجليزية)
- خافيير إليزوندو على موقع Soccerway.com (الإنجليزية)
- خافيير إليزوندو على موقع AS.com (الإسبانية)